# Sevdaliza
Sevda Alizadeh (Teheran, 1 september 1987), bekend onder de artiestennaam Sevdaliza, is een Iraans-Nederlandse zangeres en voormalig professioneel basketballer.

## Biografie
Op vijfjarige leeftijd vluchtte Alizadeh met haar ouders uit Iran. Via azc's in Groningen en Zeeland kwamen ze in Hardinxveld-Giessendam terecht. 

### Basketbal
Alizadeh speelde basketbal op professioneel niveau voor Rotterdam Basketbal in de Nederlandse eredivisie, en in het Nederlands nationale team. Ze studeerde cultuurwetenschappen aan de Erasmus Universiteit.

### Muziek
Op haar twintigste begon Alizadeh met zingen. Hoewel zij in Nederland getogen is, is ze in Nederland niet heel bekend, maar ze treedt wel overal ter wereld op.
Voor haar debuutalbum ISON, dat in 2017 verscheen, kreeg ze de 3voor12 Award voor beste album van het jaar.

## Discografie

### Singles
- Children of Silk, 2015

### Ep's
- The Suspended Kid, 2015
- Children of Silk, 2015
- The Calling, 2018
- Joanna, 2020

### Albums
- ISON, 2017
- Shabrang, 2020

- Gemeinsame Normdatei: 1231692073
- MusicBrainz: e4356a15-5acc-400d-a707-592d66922e28
- Système universitaire de documentation: 258264489
- Virtual International Authority File: 286161938143739870003
- WorldCat: E39PCjF3RHdGQPxp4T38Hc7mBP